# Communauté de communes du Pays de Lauzun
La communauté de communes du Pays de Lauzun est une communauté de communes française, située dans le département de Lot-et-Garonne et la région Nouvelle-Aquitaine.

## Composition
La communauté de communes est composée des 20 communes suivantes :

| Nom                    | Code Insee | Gentilé         | Superficie (km2) | Population (dernière pop. légale) | Densité (hab./km2) |
| ---------------------- | ---------- | --------------- | ---------------- | --------------------------------- | ------------------ |
| Lauzun (siège)         | 47142      | Lauzunais       | 24,09            | 731 (2022)                        | 30                 |
| Agnac                  | 47003      | Agnacois        | 13,84            | 476 (2022)                        | 34                 |
| Allemans-du-Dropt      | 47005      | Allemanais      | 6,4              | 486 (2022)                        | 76                 |
| Armillac               | 47014      | Armillacais     | 7,77             | 207 (2022)                        | 27                 |
| Bourgougnague          | 47035      | Bourgougnaguais | 11,73            | 289 (2022)                        | 25                 |
| Cambes                 | 47047      |                 | 9,2              | 176 (2022)                        | 19                 |
| Lachapelle             | 47126      | Lachapellois    | 4,53             | 101 (2022)                        | 22                 |
| Laperche               | 47136      |                 | 8,42             | 141 (2022)                        | 17                 |
| Lavergne               | 47144      | Lavergnois      | 19,96            | 559 (2022)                        | 28                 |
| Miramont-de-Guyenne    | 47168      | Miramontais     | 16,66            | 3 082 (2022)                      | 185                |
| Montignac-de-Lauzun    | 47188      | Montignacais    | 20,46            | 286 (2022)                        | 14                 |
| Montignac-Toupinerie   | 47189      |                 | 8,31             | 139 (2022)                        | 17                 |
| Moustier               | 47194      | Mousterriens    | 8,33             | 318 (2022)                        | 38                 |
| Peyrière               | 47204      | Peyriérois      | 8,14             | 290 (2022)                        | 36                 |
| Puysserampion          | 47218      |                 | 10,72            | 256 (2022)                        | 24                 |
| Roumagne               | 47226      | Roumagnais      | 10,54            | 529 (2022)                        | 50                 |
| Saint-Colomb-de-Lauzun | 47235      | Saint-Colombins | 23,19            | 474 (2022)                        | 20                 |
| Saint-Pardoux-Isaac    | 47264      | Pardulfiens     | 7,26             | 1 101 (2022)                      | 152                |
| La Sauvetat-du-Dropt   | 47290      | Sauvetatois     | 10,37            | 565 (2022)                        | 54                 |
| Ségalas                | 47296      | Ségalasiens     | 12,84            | 156 (2022)                        | 12                 |

## Démographie
| 1968   | 1975   | 1982   | 1990   | 1999   | 2010   | 2015   | 2021   |
| ------ | ------ | ------ | ------ | ------ | ------ | ------ | ------ |
| 11 097 | 11 496 | 11 143 | 10 688 | 10 258 | 10 637 | 10 530 | 10 330 |

## Compétences

### Compétences obligatoires
- Aménagement de l'espace
- Développement économique

## Administration
| Période                                  | Période  | Identité     | Étiquette | Qualité                         |
| ---------------------------------------- | -------- | ------------ | --------- | ------------------------------- |
| Les données manquantes sont à compléter. |          |              |           |                                 |
|                                          | 2020     | Luc Macouin  | DVD       | maire de Saint-Colomb-de-Lauzun |
| 2020                                     | En cours | Émilien Roso | LR        | maire d'Allemans-du-Dropt       |

## Historique
Elle a été créée en 1993, c'est d'ailleurs la première communauté de communes créée en Lot-et-Garonne.